# Loch Lomond (whisky)

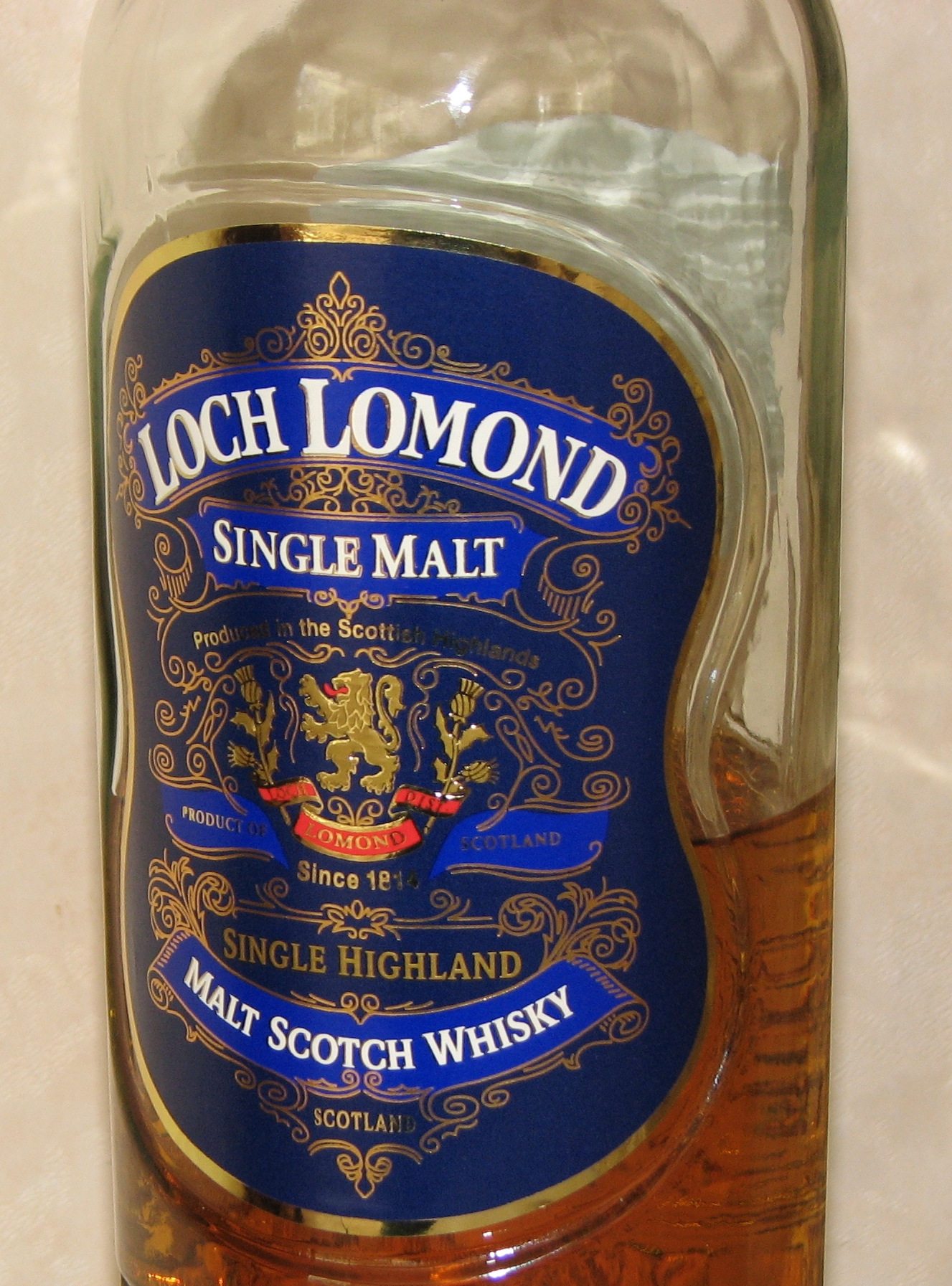
Loch Lomond Whisky.

Loch Lomond är en whiskysort som framställs av det skotska whiskydestilleriet Loch Lomond Distillery i Alexandria i Skottland, grundat 1966.

## Single malt eller single blend
Whiskysorten Loch Lomond är en single malt.

## Haddocks favorit
När Tintins tecknare Hergé skulle modernisera äventyret Den svarta ön inför utgivningen på de brittiska öarna 1965–1966, behövdes ett fiktivt whiskymärke. I tidigare versioner av äventyret användes Johnnie Walker, men nu behövdes någonting nytt. Tecknarstudion hittade då på Loch Lomond efter Storbritanniens största sjö. Senare visade det sig att det faktiskt fanns en whiskysort med detta namn. I senare äventyr exponeras denna whisky vidare.